# Георги Манастирлията
Георги Манастирлията е български хайдутин от средата на XIX век.

## Биография
Роден е в Битоля, тогава в Османската империя и затова носи прякора Манастирлията по турското име на града – Манастир. Става хайдутин и хайдутува с Ильо войвода. Заловен е от властите и заточен в Диарбекир, където умира в 1862 година.